# Kinder
Kinder este o marcă de dulciuri produsă de compania italiană multinațională de dulciuri Ferrero. Produsele sub marca Kinder includ mai multe varietăți și sunt vândute în peste 125 de țări din întreaga lume.

## Producție

### Batoane de ciocolată

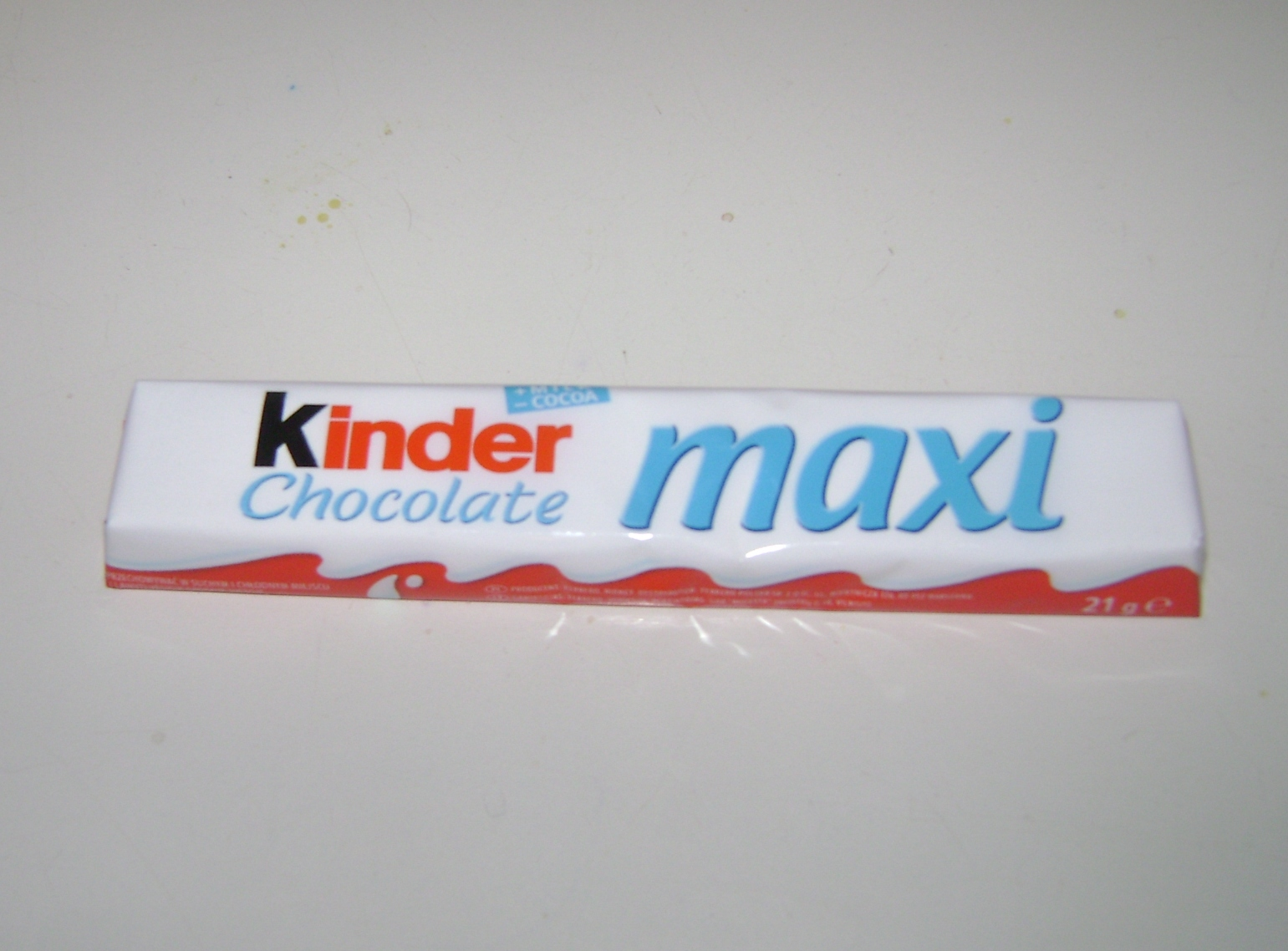
Batonul de ciocolată Kinder Maxi

- Kinder Chocolate - tablete de ciocolată cu lapte.
- Kinder Maxi - o versiune mai mare a Kinder Chocolate.
- Kinder Bueno - set de două tablete de ciocolată care conțin o umplutură de cremă alune. A fost lansat în Italia în 1990. Kinder a introdus o versiune ciocolată albă în 1999. În 2017 au fost lansate variantele de nucă de cocos și ciocolată neagră ale Kinder Bueno.[2]
- Kinder ChocoFresh - baton de ciocolată cu două straturi. În partea de jos, un strat de cremă de alune apoi, o bază de frișcă, apoi acoperit cu ciocolată.

### Confecții cu ciocolată

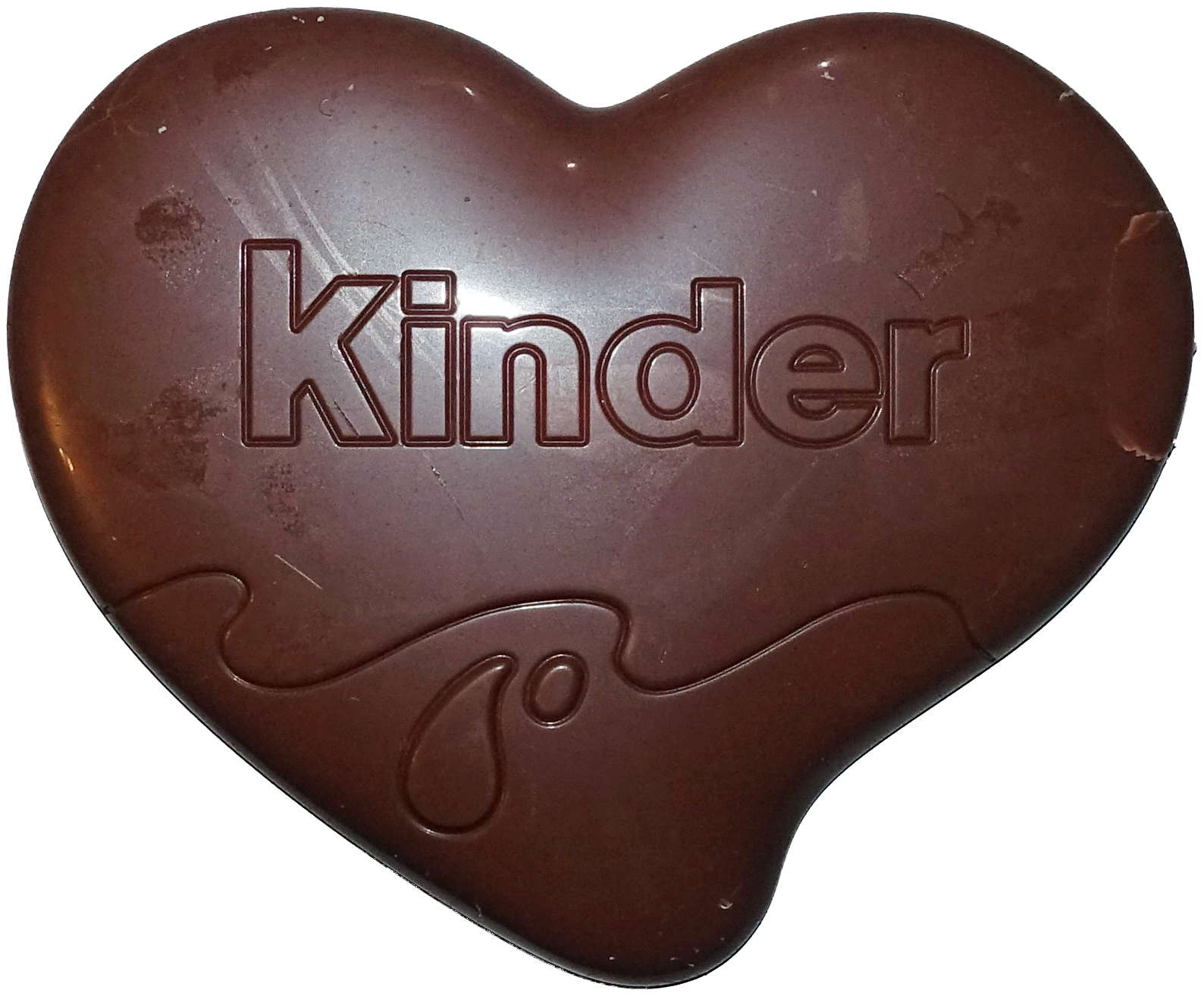
Inimă de ciocolată Kinder

- Calendarul Kinder și ciorapul de Crăciun Kinder sunt vândute în timpul sezonului de Crăciun.
  - Există ciorapi Kinder cu tematica DC Super Hero Girls și cu tematica Jurassic World.
- Produsele Kinder în formă de inimă sunt vândute în sezonul de ziua îndrăgostiților.

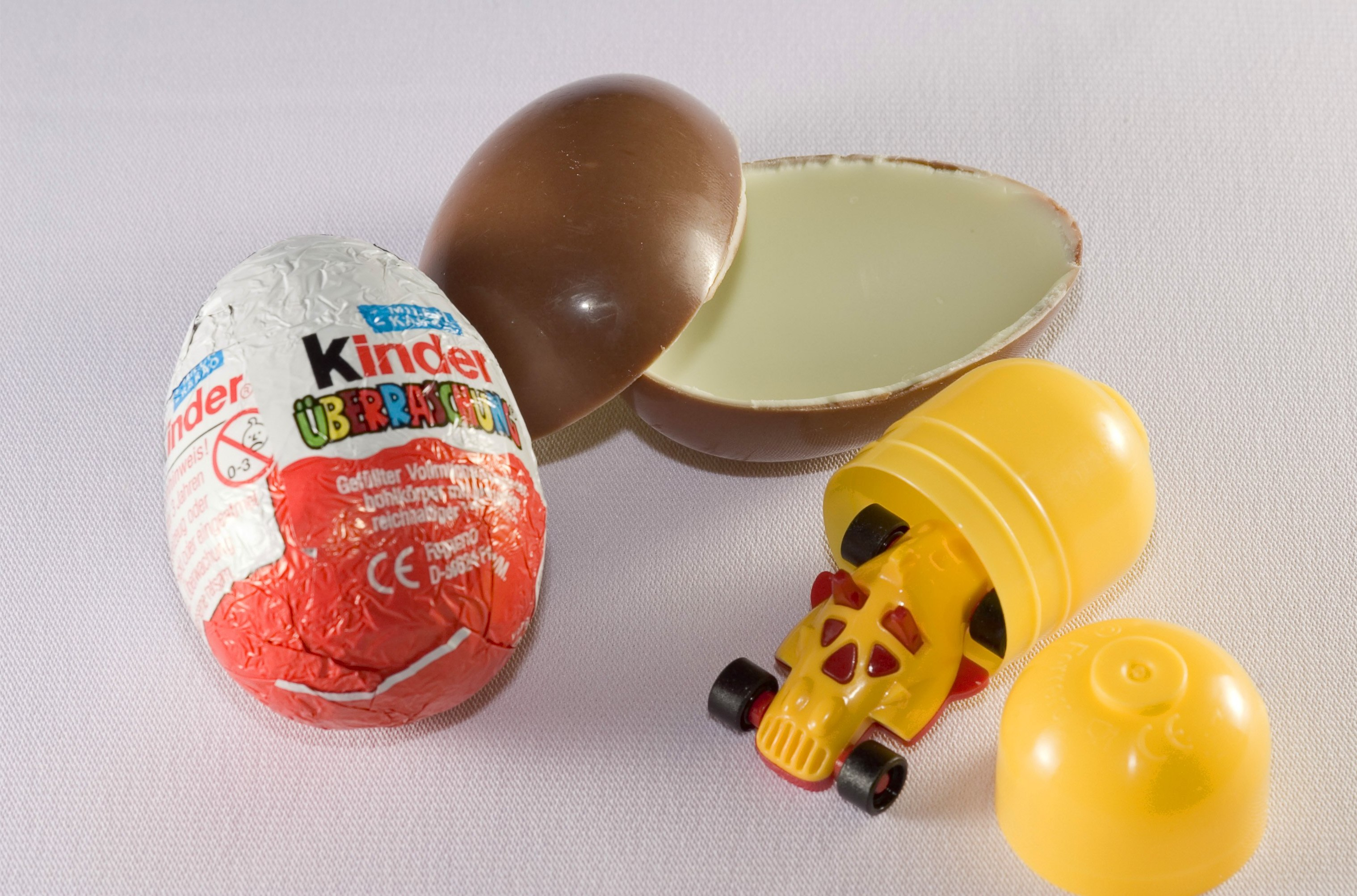
Oul de ciocolată Kinder Surprise

- Kinder Surprise - coajă goală de ou din ciocolată cu lapte care conține o jucărie. Suprafața exterioară a oului este din ciocolată cu lapte, iar în interior este un interior lăptos.[3]

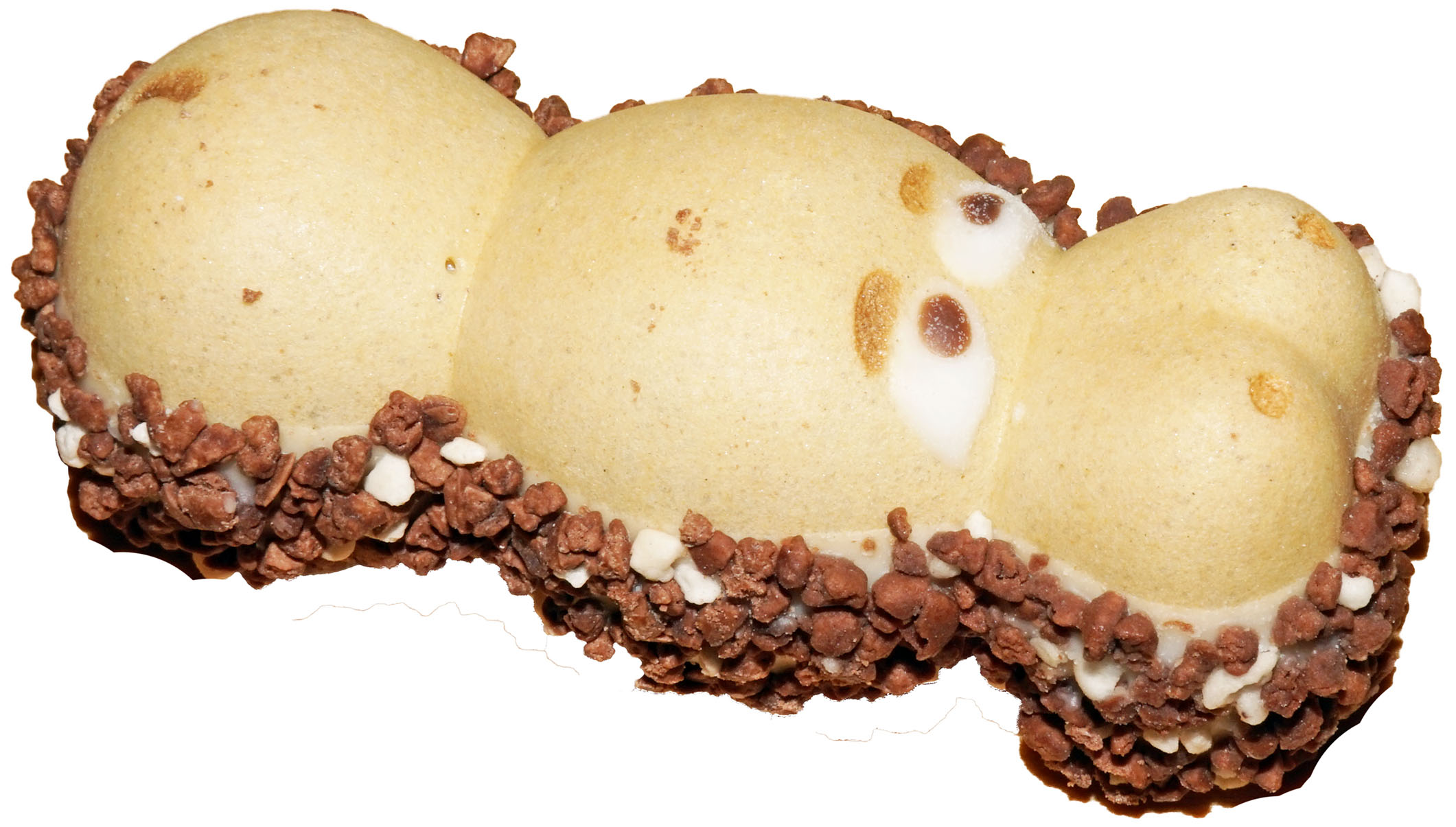
Kinder Happy Hippo

- Kinder Happy Hippo - biscuiți în formă de hipopotam acoperiți cu napolitană, umpluți atât cu o umplutură albă, cât și cu o umplutură de alune.
- Kinder Delice - prăjitură de ciocolată cu un strat de lapte în interior și o acoperire de ciocolată cu lapte.
- Kinder Pingui - similar cu Kinder Delice, cu excepția unei acoperiri complete de ciocolată și a unei umpluturi mai lăptoase în interior.
- Kinder Maxi King - prăjitură cu lapte cu un strat de caramel în interior și o acoperire de ciocolată cu alune.
- Kinder Paradiso - prăjitură burete cu aromă ușoară de lămâie, cu o umplutură cremoasă de lapte între ele și zahăr pudră deasupra.
- Kinder Milk Slice - prăjitură din burete de ciocolată, care are în mijloc o umplutură cremoasă, cu lapte.
- Kinder Yogurt Slice - burete cu cremă de iaurt în interior și iaurt în crema de iaurt. Are o ușoară aromă de lămâie.
- Kinder Cards - biscuiți cu ciocolată deasupra și lapte cremos.
- Kinder Brioss - biscuiți cu ciocolată cu lapte deasupra și o umplutură cu lapte.
- Kinder Breakfast Plus - burete cu cinci cereale în interior, cu malț pe deasupra și cacao în interior.
- Kinder Pan și Choc - prăjitură cu burete care are și burete de ciocolată cu o umplutură de cacao.
- Kinder CereAlé - baton de cereale cu umplutură de căpșuni și cremă. A fost creat la Expo 2015.
- Kinder Tronky - biscuitele care combină straturi de cremă lăptoasă, firimituri de biscuiți și ciocolată cu un finisaj de napolitană cu cacao. Introdus în 2023.[4]
- Kinder Kinderini - biscuiți în formă de capete de copii.